# Compsa albopicta
Compsa albopicta là một loài bọ cánh cứng trong họ Cerambycidae.